# Lenka Nechvátalová
Lenka Nechvátalová (nacida el 27 de febrero de 1955 en Brno) es una exjugadora de baloncesto checoslovaca. Consiguió 4 medallas en competiciones oficiales con Checoslovaquia.